# Tylosurus crocodilus
Tylosurus crocodilus (Péron & Lesueur, 1821) é uma espécie de peixes da família Belonidae conhecidos pelo nome comum de zambaio-roliço no Brasil.